# Ден Ліпінскі
Деніел Вільям Ліпінскі (англ. Daniel William Lipinski; нар. 15 липня 1966, Чикаго, Іллінойс) — американський політик-демократ, представляє 3-й виборчий округ штату Іллінойс у Палаті представників США з 2005 р.
Ліпінскі з відзнакою закінчив Північно-Західний університет 1988 року. У 1989 р. здобув ступінь магістра у Стенфордському університеті, а у 1998 р. — ступінь доктора політології в Університеті Дюка. Він працював професором Університету Нотр-Дам з 2000 по 2001 рр., до 2004 р. викладав в Університеті Теннессі.
Його батько, Білл Ліпінскі, був членом Палати представників з 1983 по 2005 рр.